# واساز
واساز (به انگلیسی: replicator) دستگاهی تخیلی در سریال پیشتازان فضا است که با تنظیم و فشردن دکمه‌ای اشیا مورد نظر را می‌سازد یا بازیافت می‌کند. 
در قسمت‌های اولیه سریال از واسازها برای تهیه وعده‌های غذایی استفاده می‌شد ولی در قسمت‌های بعدی کاربردهای بسیار دیگری نیز از آن دیده می‌شود.